# دریپ (آلبوم)
قطره (انگلیسی: Drip) نخستین آلبوم استودیویی گروه دخترانه اهل کره جنوبی، بیبی‌مانستر است که در ۱ نوامبر ۲۰۲۴ توسط وای‌جی انترتینمنت منتشر شد. این آلبوم شامل نه ترانه از جمله تک‌آهنگ آغازین «برای همیشه» است.

## پیش‌زمینه و انتشار
در ۲۴ ژانویه ۲۰۲۴، یانگ هیون سوک، بنیان‌گذار وای‌جی انترتینمنت اعلام کرد که گروه قرار است در ۱ آوریل ۲۰۲۴ یک مینی آلبوم منتشر کند و به دنبال آن در طی همین سال نخستین آلبوم استودیویی گروه منتشر می‌شود. وای‌جی انترتینمنت در اعلامیهٔ بعدی در ۹ مه اعلام کرد که قرار است یک تک‌آهنگ پیش از انتشار برای نخستین آلبوم استودیویی گروه در اوایل ژوئیه منتشر شود. این تک‌آهنگ با نام «برای همیشه» در ۱ ژوئیه منتشر شد. فیلمبرداری موزیک ویدیوهای این آلبوم در ۲۳ سپتامبر آغاز شد و در همان روز تأیید شد که زمان انتشار آلبوم در پاییز است. در ۸ اکتبر، وای‌جی انترتینمنت به صورت رسمی اعلام کرد که نخستین آلبوم استودیویی گروه به نام قطره است. فهرست قطعات در همان روز منتشر شد و اعلام شد که نام تک‌آهنگ آغازین با نام آلبوم یکی است.

## فهرست قطعات
| فهرست قطعات قطره | فهرست قطعات قطره                                    | فهرست قطعات قطره                                                   | فهرست قطعات قطره                            | فهرست قطعات قطره    | فهرست قطعات قطره |
| شماره            | نام                                                 | سراینده                                                            | آهنگساز                                     | تنظیم‌کننده(ها)      | مدت              |
| ---------------- | --------------------------------------------------- | ------------------------------------------------------------------ | ------------------------------------------- | ------------------- | ---------------- |
| ۱.               | «کلیک کلک (Clik Clak)»                              | مالایانا ریکی لونا رونالدو لونا چویس۳۷ ماستا وو                    | ریکی لونا رونالدو لونا کیث بایکوف           | ریکی لونا           | nil              |
| ۲.               | «قطره (Drip)»                                       | ساندرا ویک‌استورم وای‌جی ایرپلی ماستا وو چویس۳۷ سونی                 | ایرپلی ایل‌جون ویک‌استورم جی دراگون           | ایرپلی ایل‌جون وای‌جی | nil              |
| ۳.               | «عشق، شاید (Love, Maybe)»                           | ویک‌استورم چویس۳۷ ایرپلی                                            | ایرپلی ویک‌استورم اندز                       | ایرپلی اندز         | nil              |
| ۴.               | «واقعاً دوستت دارم (Really Like You)»                | رایان بیکلی جانی هوکینگز وای‌جی مینو بیگ‌تون                         | ایرپلی بیکلی هوکینگز فریدو اندز             | ایرپلی اندز         | nil              |
| ۵.               | «میلیاردر (Billionaire)»                            | لارن آکوییلینا چویس۳۷ ویک‌استورم                                    | چویس۳۷ ال‌پی آکوییلینا ویک‌استورم سونی لیل جی | چویس۳۷ ال‌پی         | nil              |
| ۶.               | «عشق در قلبم (Love in My Heart)»                    | ور د نویز جرد لی وای‌جی آسا روکا                                    | کانگ‌اوک جین دیگی جی. لی                     | کانگ دیگی وای‌جی     | nil              |
| ۷.               | «در توکیو بیدار شدم (Woke Up in Tokyo)» (روکا، آسا) | کایلر نیکو واندرفریم ریکی لونا دابوی‌وی جاناتان کیز چویس۳۷ روکا آسا | ریکی لونا رونالدو لونا                      | ریکی لونا           | nil              |
| ۸.               | «برای همیشه Forever»                                | Blvsh چویس۳۷ سونی لیل جی ال‌پی                                      | چویس۳۷ ال‌پی Blvsh سونی لیل جی               | چویس۳۷ ال‌پی وای‌جی   | ۰۳:۳۳            |
| ۹.               | «لهش کن Batter up» (ریمیکس)                         | جی. لی وای‌جی آسا چوی هیون سوک لی چان هیوک ور د نویز بیگ‌تون         | چاز میشان وای‌جی دیپ جز. لی آسا              | دیپ                 | nil              |

## تاریخچه انتشار
| منطقه        | تاریخ         | فرمت                  | ناشر     | منابع |
| ------------ | ------------- | --------------------- | -------- | ----- |
| ایالات متحده | ۱ نوامبر ۲۰۲۴ | سی‌دی                  | Alliance | [ ۷ ] |
| کره جنوبی    | ۱ نوامبر ۲۰۲۴ | سی‌دی                  | وای‌جی    |       |
| مختلف        | ۱ نوامبر ۲۰۲۴ | دانلود دیجیتال استریم | وای‌جی    |       |